# کوه شنگل
کوه شنگل (به لاتین: Mount Shungol) یک کوه در پاپوآ گینه نو است که در استان موروبه واقع شده‌است. کوه شنگل ۲٬۷۵۲ متر بالاتر از سطح دریا واقع شده‌است.